# Woolworth (Duitsland)

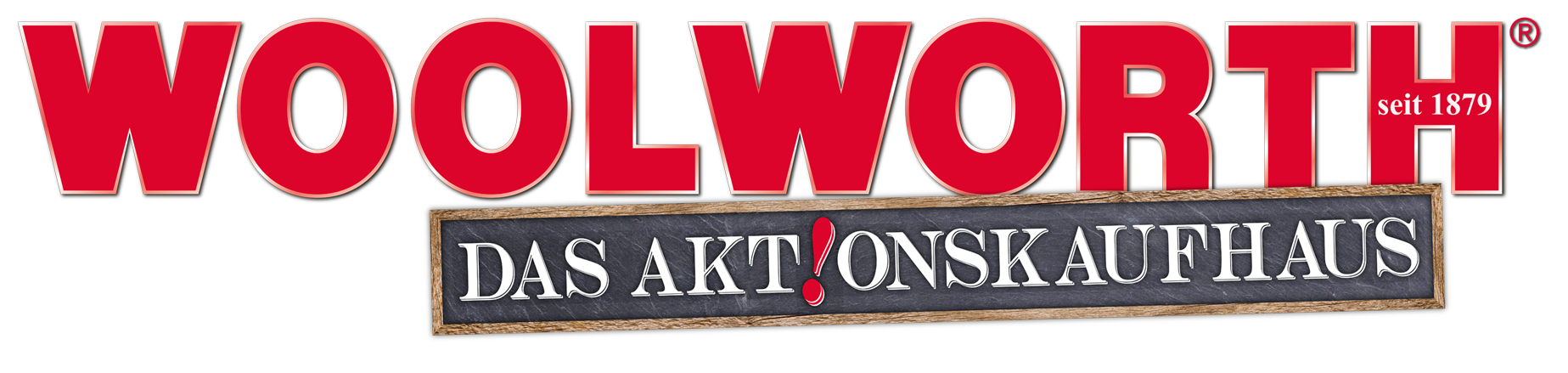
voormalig logo

Historisch logo met lichter rood en een andere "R"

Woolworth GmbH is een detailhandelsonderneming met meer dan 480 warenhuizen in heel Duitsland. De hoofdeigenaar is de Dortmunder HH Holding. Het assortiment omvat decoratieve en huishoudelijke artikelen, elektronica, drogisterij- en cadeauartikelen en kleding voor het hele gezin. Volgens Woolworth is het doel om het netwerk van vestigingen uit te breiden tot 1000 warenhuizen in het hele land. Jaarlijks openen zo'n 50 nieuwe locaties in binnensteden, wijkcentra en retailparken.
In 2020 opende Woolworth een nieuw hoofdkantoor met een aangrenzend logistiek complex in Unna, Westfalen.

## Geschiedenis

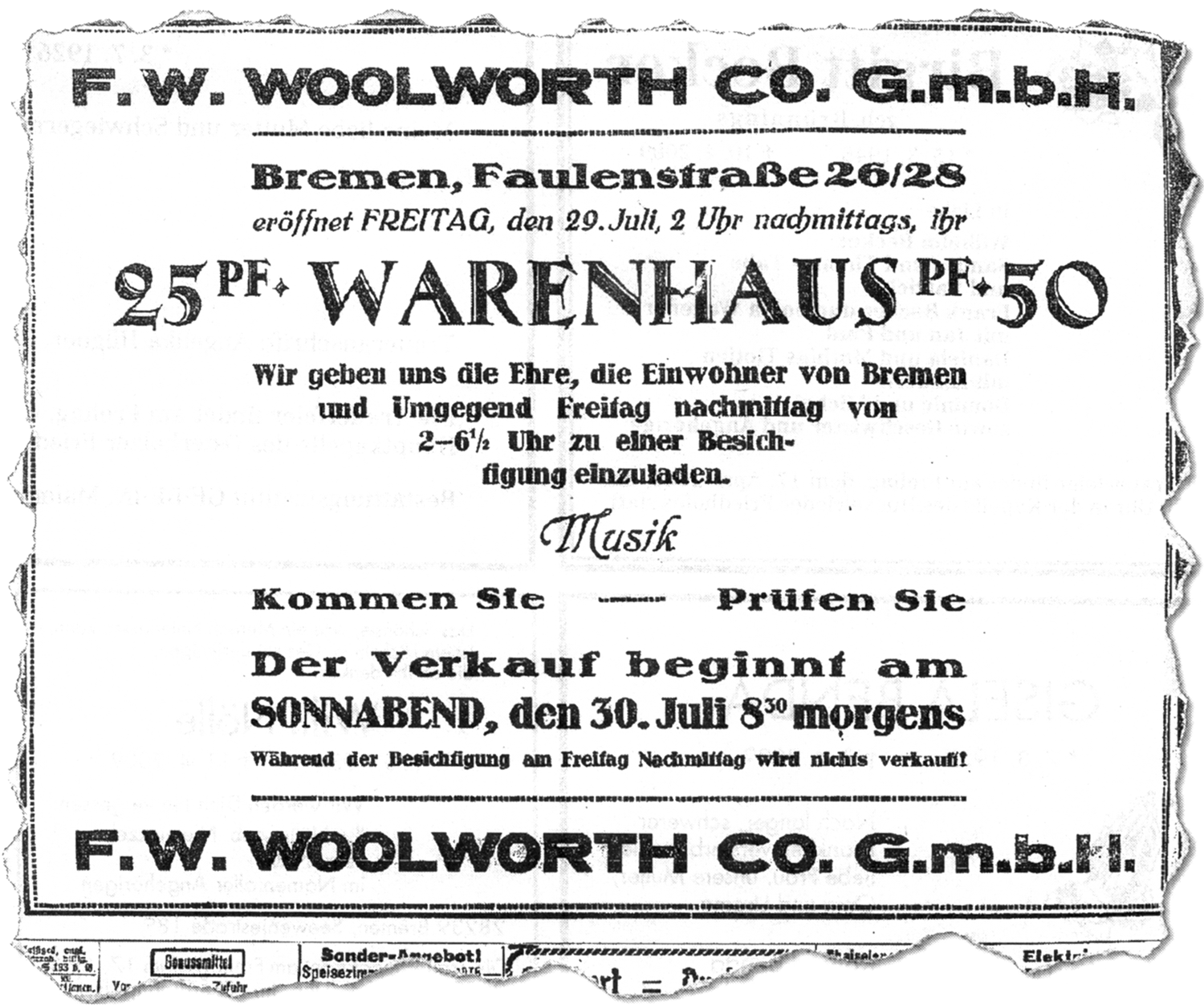
Advertentie voor de opening in Bremen op 28 juli 1927

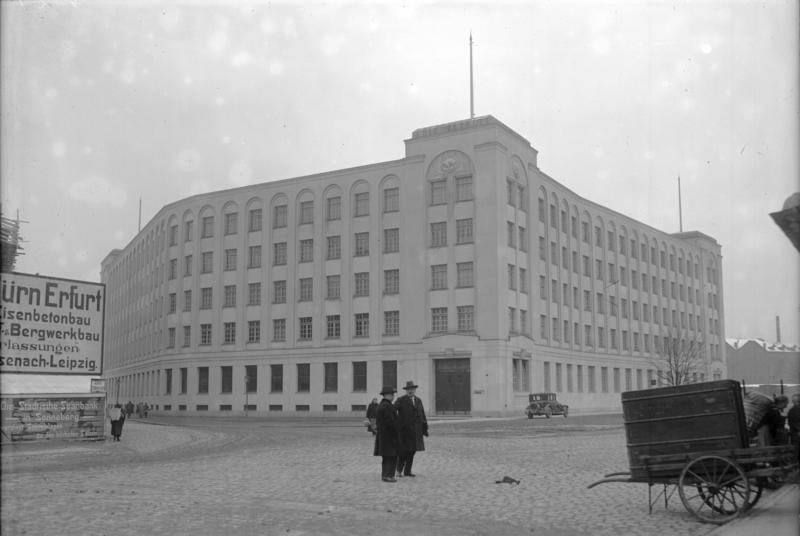
Woolworth-gebouw in Sonneberg, 1929

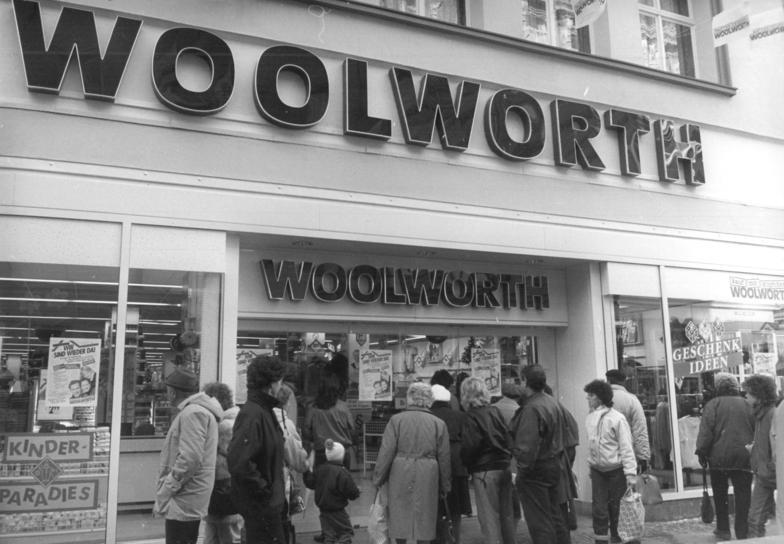
Woolworth-winkel heropent op 6 juni December 1990 te Halle (Saale). Het gebouw was al in 1933 eigendom van de Woolworth-keten en werd in 1990 opnieuw bewoond.

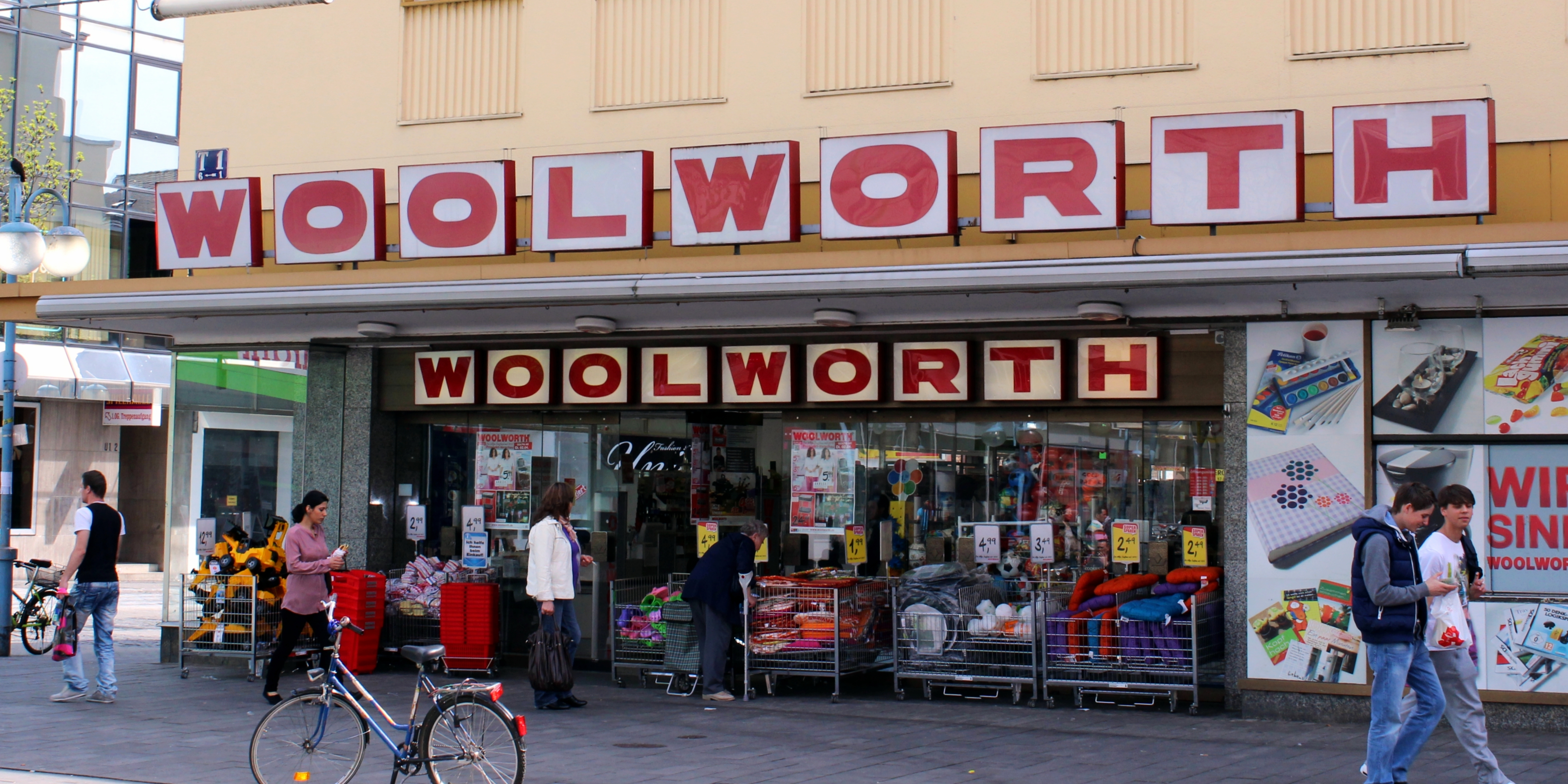
Woolworth-vestiging in Mannheim op de oude locatie

### 1926 – 1998 (Duitse dochteronderneming van het Amerikaanse Woolworth)
Woolworth is opgericht in de Verenigde Staten op 22 februari 1879 door ondernemer Frank Winfield Woolworth. De naar hem vernoemde F.W. Woolworth Company  presenteerde in zijn winkels (“The Great Five Cent Stores”) alle goederen openlijk op toonbanken en tegen eenheidsprijzen van vijf of tien cent. In die tijd was het nog gebruikelijk om de goederen in schappen op te slaan en alleen op verzoek van de klant te presenteren. Daarnaast waren er nauwelijks vaste prijzen.
Op 2 november 1926 werd in Hotel Adlon in Berlin de Duitse dochteronderneming van de US American F.W. Woolworth Company opgericht. Op 30 juli 1927 werd in Bremen het eerste Woolworth-warenhuis in Duitsland geopend. Het concept van vaste prijzen (25 en 50 pfennig in Duitsland) bekend uit de VS en de open presentatie van goederen vond zo ook zijn weg naar Duitsland.
In maart 1932 werd bekend dat de Woolworth Group de Nationaalsocialistische Duitse Arbeiderspartij (NSDAP) met verschillende donaties had gesteund. 
Woolworth had lange tijd verschillende dochterondernemingen in Duitsland, waaronder juwelierszaken die onder de naam Rubin opereerden. Anno 2022 zijn er dochterondernemingen van het voormalige Amerikaanse moederbedrijf als zelfstandige onderneming of als onderdeel van het Amerikaanse Woolworth, zoals bijvoorbeeld Foot Locker.
Hoewel Woolworth in 1979 nog het grootste warenhuisbedrijf ter wereld was, kwam het bedrijf in financiële moeilijkheden. In 1997 werden de laatste warenhuizen in de VS gesloten.

### 1998 – 2009 (oprichting DWW, faillissement)
In de loop van het faillissement van het Amerikaanse moederbedrijf werd het Duitse Woolworth in 1998 onafhankelijk door middel van een management buy-out. De nieuw opgerichte DWW Deutsche Woolworth GmbH & Co. OHG, met het hoofdkantoor in Frankfurt am Main, exploiteerde in de loop der jaren tot 330 warenhuizen in heel Duitsland.
In oktober 2007 nam de Amerikaanse financiële investeerder Cerberus Capital Management, als eigenaar van ongeveer 100 Woolworth-vestigingen, samen met de Britse investeerder Argyll Partners de activiteiten van Woolworth Duitsland over.
Op 11 april 2009 vroeg Argyll Partners het faillissement aan bij de rechtbank van Frankfurt am Main voor de Duitse operationele activiteiten. 23 voormalige Woolworth-vestigingen werden vervolgens overgenomen door textieldiscounter NKD. Ook drogisterijketen Schlecker was van plan meerdere vestigingen over te nemen. Eind augustus 2009 keurde het Bundeskartellamt de overname goed van maximaal 71 Woolworth-winkels. In september 2009 verklaarde de perswoordvoerder van de curator dat de operationele activiteiten met waarschijnlijk 160 van de oorspronkelijke 310 vestigingen konden worden voortgezet in een nieuw opgerichte Deutsche Woolworth GmbH. 
In mei 2010 nam H.H. Holding delen van Deutsche Woolworth GmbH over als onderdeel van een asset deal. 158 locaties werden voortgezet en het hoofdkantoor werd verplaatst van Frankfurt am Main naar Unna. De nieuw opgerichte Woolworth GmbH nam de bedrijfsvoering op 1 juli 2010 over.
De Oostenrijkse vestigingen werden in de loop van het faillissement afgescheiden van Deutsche Woolworth GmbH (DWW) en verkocht aan de financiële investeerder BluO. De winkels werden gesloten en heropend als Adler-Modewelt. Adler Modemärkte GmbH behoorde een periode tot BluO.

### 2010 - vandaag (oprichting van Woolworth GmbH)
Na het herpositioneren van Woolworth, begon het bedrijf vanaf het boekjaar 2013/2014 weer economisch succesvol te worden.
Een periode van gestage groei volgde. In 2016 opende Woolworth het 300e warenhuis in Duitsland, drie jaar later waren het er meer dan 400. Het bedrijf positioneerde zich als een lokale leverancier van alledaagse artikelen in de detailhandel. Woolworth exploiteert sinds medio 2021 ongeveer 480 warenhuizen in Duitsland. Op dat moment kondigde het bedrijf zijn uitbreidingsdoel aan om op middellange termijn tot 1.000 locaties in Duitsland te willen exploiteren. Woolworth geeft hierbij de voorkeur aan nieuw of bestaand vastgoed in drukbezochte voetgangersgebieden en winkellocaties in de binnensteden, wijkcentra, winkelcentra en aantrekkelijke retailparklocaties.
Als een van de weinige Duitse detailhandelsondernemingen wist Woolworth te voorkomen dat warenhuizen definitief zouden sluiten in de nasleep van de landelijke lockdowns door de coronapandemie in 2020 en 2021.

## Assortiment
Woolworth biedt zo'n 6.000 artikelen in het lagere en middenprijssegment. Voor het faillissement in het voorjaar van 2009 omschreef de pers het assortiment als een "mengelmoes van meer dan 25.000 artikelen". Producten als decoratieve artikelen, accessoires, speelgoed, schrijfwaren en huishoudelijke artikelen, evenals accessoires voor huisdieren vormen een groot deel van het nieuwe assortiment goederen. Het assortiment wordt aangevuld met kleding voor mannen, vrouwen, kinderen en baby's en huishoudtextiel. Volgens de prijsstrategie biedt Woolworth producten aan van bekende en minder bekende merken. Als het om bekende merken gaat, verkoopt Woolworth bijvoorbeeld Ravensburger, Lego, Panasonic, Coca-Cola en Haribo . Daarnaast biedt het bedrijf wisselende licentiegoederen aan, zoals Hello Kitty, en diverse private labels. Met de eigen merken Infinity Man, Woman, Kids en Sports bestrijkt Woolworth het gebied van bovenkleding voor alle leeftijdsgroepen. Andere eigen merken zijn onder meer Belday Home (huishoudtextiel), Basic Concept (koffers, trolleys, diverse gebruiksgoederen), Swiss Concept (accessoires), hip goud (textielaccessoires), Stenzer (kantoorbehoeften), marVital (cosmetica) en elta (elektronica) .